# Achirus
Achirus – rodzaj ryb flądrokształtnych z rodziny Achiridae.

## Zasięg występowania
Wody wszystkich rodzajów: Ameryka Południowa, Atlantyk i Pacyfik.

## Klasyfikacja
Gatunki zaliczane do tego rodzaju:
- Achirus achirus – języczek[3]
- Achirus declivis
- Achirus klunzingeri
- Achirus lineatus
- Achirus mazatlanus
- Achirus mucuri
- Achirus novoae
- Achirus scutum
- Achirus zebrinus

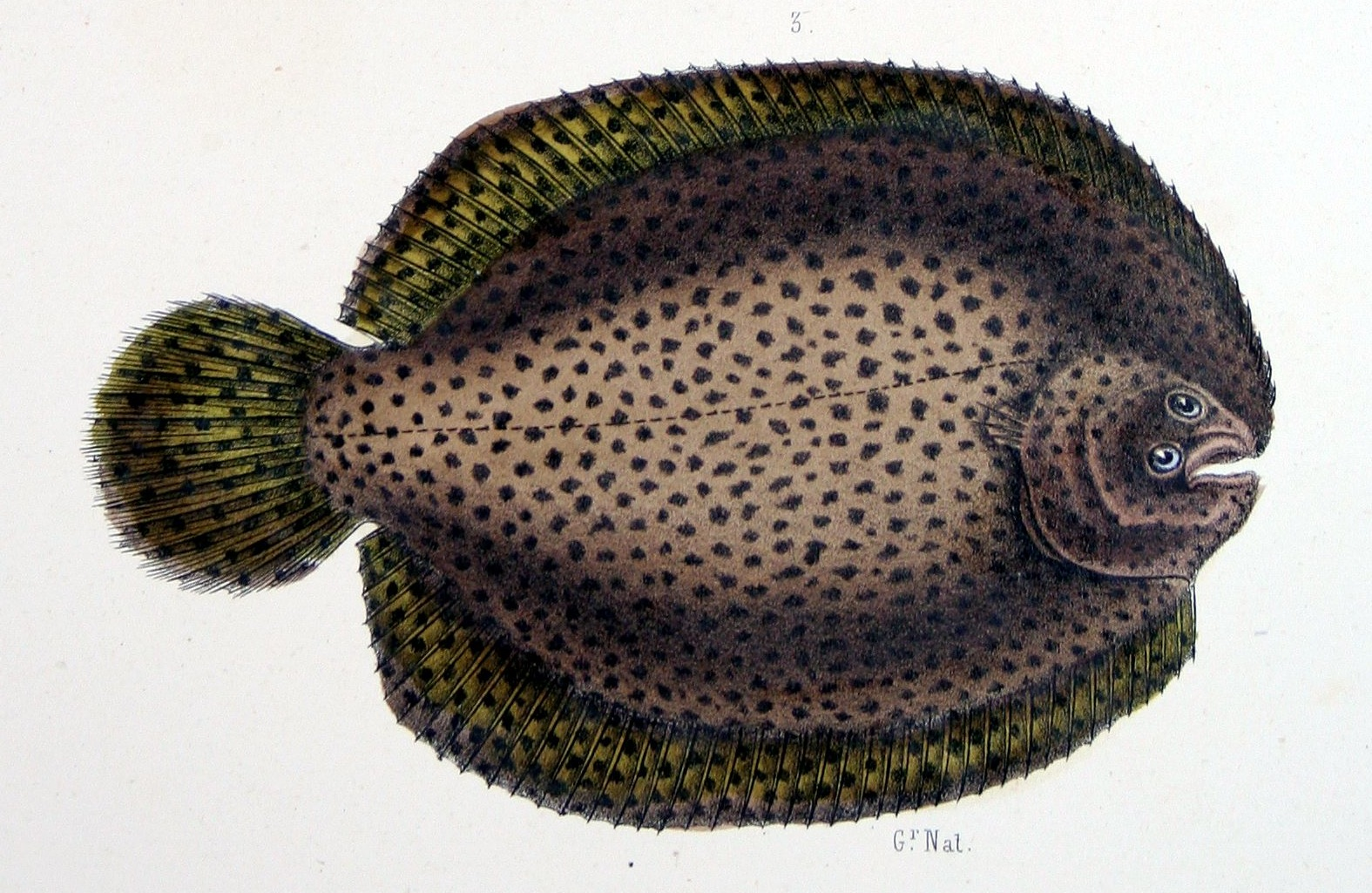
Achirus achirus
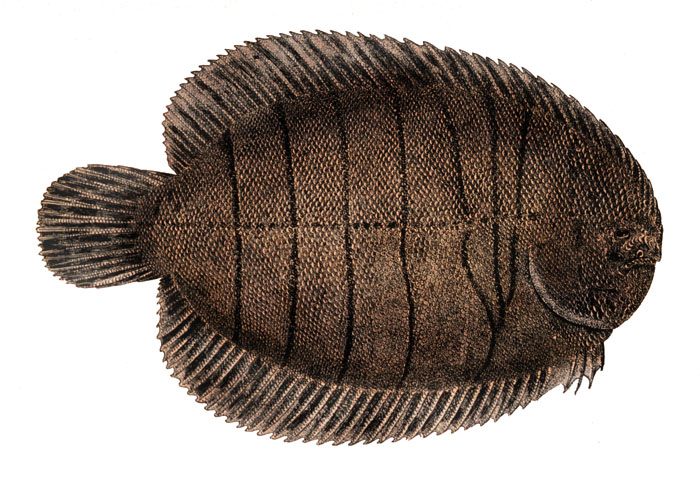
Achirus lineatus